# Ingresso na Universidade Federal do Rio de Janeiro
O ingresso na Universidade Federal do Rio de Janeiro (UFRJ) ocorre por meio de concurso público. Sendo o vestibular a principal forma de acesso, estando aberto a qualquer cidadão que tenha concluído o ensino médio ou equivalente. Outras formas de ingresso são possíveis por isenção de vestibular (reingresso) e por meio de transferência externa.

## História

### Vestibular unificado
Com base no Decreto nº 68 908 de 13 de julho de 1971 que dispunha as normas para a realização de vestibulares, foram criadas no país diversas instituições especializadas para a realização destes exames. No Estado do Rio de Janeiro, em 1971, foi instituída, em convênio da  com o Ministério, o Centro de Seleção de Candidatos ao Ensino Superior do Grande Rio (atual Fundação Cesgranrio). A UFRJ utilizou o vestibular unificado da Fundação Cesgranrio até 1987, ano em que a universidade decidiu mudar seu modo de seleção aos cursos de graduação, por discordar das provas serem quase exclusivamente de múltipla escolha, propondo, assim, um modelo de provas discursivas.

### Modelo discursivo
A partir do concurso em 1988 a UFRJ coordenou e aplicou seu modelo próprio de vestibular - denominado pela universidade de Concurso de Acesso aos Cursos de Graduação - com questões exclusivamente discursivas, criando uma revolução no decorrer dos anos na educação básica. Inicialmente, boa parte das provas eram recebidas em branco, mostrando que os alunos eram treinados a analisar a afirmativa correta e não a fornecer uma solução. Assim, a universidade serviu de modelo para vários outras que, mesmo mantendo questões múltipla escolha, incluíram em seus exames questões discursivas.

## Enem
Em 2010, assim como quase todas universidades federais, a UFRJ passou a utilizar as notas do Exame Nacional do Ensino Médio (Enem) para selecionar os candidatos, servindo neste ano como primeira fase e mantendo o exame discursivo somente como segunda fase. Já em 2011, a instituição preencheu suas mais de 9 mil vagas utilizando o percentual de 40% para o Concurso de Acesso (exame discursivo) e 60% para o Enem através do Sistema de Seleção Unificada (SiSU) do Ministério da Educação (MEC).

## Concurso atual

### SiSU
Todas as vagas oferecidas no concurso para o ano de 2012 serão preenchidas através do SiSU, que utilizará as notas da edição 2011 do Enem.

### Ações afirmativas
A UFRJ possui ações afirmativas implementadas em 2010. Atualmente, 30% das vagas destinam-se à ação afirmativa que possui como critério estudantes da rede pública de todo o país, e que tenham renda familiar per capita de até um salário-mínimo.